# Џеда кула
Џеда кула или Бурџ Џеда (арап. برج جدة) раније познат као Краљевска кула (арап. برج المملكة), је пројекат изградње облакодера у Џеди, у Саудијској Арабији. Планирано је да по завршетку изградње буде прва зграда висока 1 километар и највиша зграда или структура на свету, са 180 метара више од Бурџ Калифе, која сада држи те рекорде. Налази се на северној страни Џеде и представља средиште пројекта Џеда економски град. Након скоро пет година неактивности, развој радова на пројекту настављен је 2023. године. Изградња је поново започета у јануару 2025. и процењује се да ће бити завршена 2028. или 2029. године.
Дизајн, који је креирао амерички архитекта Адријан Смит, такође аутор дизајна Бурџ Калифе, укључује многе јединствене структурне и естетске карактеристике. Креатор и вођа пројекта је саудијски принц Ал-Валид бин Талал, унук Ибн Сауда и нећак краљева Саудијске Арабије. Ал-Валид је председник Краљевске холдинг компаније, која је партнер у компанији Џеда економски град, формираној 2009. године ради развоја Џеда куле и града.
Напредак у изградњи заустављен је у јануару 2018. године, када је власник зграде прекинуо радове на бетонским конструкцијама. У то време, кула је била изграђена отприлике до једне трећине. Застој у развоју проистекао је из радних проблема са извођачем након дешавања у Саудијској Арабији у периоду од 2017. до 2019. године. Иако није дат чврст временски оквир за завршетак, у септембру 2023. године објављен је нови захтев за подношење понуда међународној групи грађевинских фирми за завршетак пројекта.

## Пројекат
Зграда је пројектована на висину од најмање 1.008,2 метра а тачна висина се држи у тајности током развоја, слично као код изградње Бурџ Калифе. Са приближно једним километром висине, Џеда кула ће бити највиша зграда или структура на свету, виша за 180 метара од Бурџ Калифе у Дубаију, у Уједињеним Арапским Емиратима. Земљиште Џеда куле, која заузима површину од 50 хектара заједно са околним објектима, биће прва фаза троделног развоја Џеда економског града. Пројекат је предложен за велику површину неразвијеног приобалног земљишта од 5,2 km². Ова област се налази отприлике 20 km северно од лучког града Џеде. Џеда економски град дизајнирала је фирма HOK Architects, а процењено је да ће коштати најмање 75 милијарди саудијских ријала, што је тада било око 20 милијарди америчких долара и да ће изградња трајати око десет година.
Развој је замишљен као нови округ Џеде. Друга фаза пројекта биће развој инфраструктуре потребне за подршку граду, док трећа фаза још није откривена.
Главна намена Џеда куле је да буде дом Four Seasons хотела, апартмана Four Seasons, канцеларијског простора и луксузних станова. Кула ће такође имати највишу опсерваторију на свету. Иако је земљиште Џеда економског града скоро изолована од садашњег урбаног језгра Џеде, ниједна парцела те величине није била доступна ближе граду. Север се генерално сматра правцем у којем ће се град ширити у будућности.
Примарни дизајнер Џеда куле је архитекта из Чикага Адријан Смит, из фирме Adrian Smith + Gordon Gill Architecture (AS + GG), који је такође дизајнирао Бурџ Калифу док је радио у фирми Skidmore, Owings & Merrill (SOM), где је провео скоро 40 година. Компанија AS + GG је основан 2006. године од стране Адријана Смита, Гордона Гила и Роберта Фореста. Развој куле управља компанија Emaar Properties PJSC. Компанија Thornton Tomasetti изабрана је за фирму за структурно инжењерство, док је Environmental Systems Design, Inc. (ESD) део AS + GG дизајнерског тима који служи као консултант за инжењеринг услуга зграде.